# Maik Kotsar
Maik-Kalev Kotsar (Tallinn, Estonia, 22 de diciembre de 1996) es un baloncestista estonio que pertenece a la plantilla del Saski Baskonia de la liga ACB española. Con 2,11 metros de estatura, juega en la posición de pívot. Es internacional con la Selección de baloncesto de Estonia.

## Trayectoria deportiva
Es un pívot formado en la cantera del Audentes/Noortekoondis, en el que jugó hasta 2015. En 2016 se marcha a Estados Unidos para ingresar en la Universidad de Carolina del Sur, donde jugaría durante 4 temporadas con los South Carolina Gamecocks. En su última temporada universitaria, promediaría 11 puntos, 6 rebotes y 2 rebotes por partido.
Tras no ser elegido en el Draft de la NBA de 2020, el 16 de agosto de 2020 firmó por el Hamburg Towers de la BBL, la primera división alemana.
En la temporada 2021-22, promedia 13.4 puntos, 6.6 rebotes y 17.2 créditos de valoración con el conjunto alemán en la Seven Days EuroCup y en competición doméstica promedia 14.2 puntos, 7.6 rebotes y 15.7 puntos de valoración en 34 partidos.
El 25 de julio de 2022, firmó con el Saski Baskonia de la liga ACB española por dos temporadas.

### Selección nacional
El 29 de junio de 2018, hizo su debut con la Selección de baloncesto de Estonia, en un encuentro de clasificación para el Copa Mundial de Baloncesto de 2019 frente a Gran Bretaña.
En septiembre de 2022 disputó con el combinado absoluto estonio el EuroBasket 2022, finalizando en decimonovena posición.